# 阿部真也
阿部 真也（あべ しんや）は、日本のボーカリスト、作詞家、作曲家、編曲家。大阪市阿倍野区出身。

## 略歴
中学時代よりアマチュアバンド活動を始める。1977年、バンド「アイスクリームファンタジー」のボーカルとして、自身作詞作曲の楽曲「Shall We Dance?」で第13回ヤマハポピュラーソングコンテストに出場。同コンテスト「つま恋本選会」に出場し、優秀曲賞受賞。同年11月、日本武道館での「第8回世界歌謡祭」最終大会に出場。1978年3月、キングレコードより、アイスクリームファンタジーはシングル「Shall We Dance? c/w ラヴァーズ.グラフィティ」でデビュー。
1983年、バンド「We'll」(Gt.仲豊夫・Drs.浅川ジュン・Bass.山本正明・Key.上田薫・Vo.阿部真也・Vo. & Perc.大西純平)でInvitationよりシングル「LADY c/w ジゴロ」「自遊ストリート c/w 誘惑の華」、アルバム「HOLD…」をリリース。We'll解散後も様々なバンドでオリジナル曲中心に活動。
1986年、加瀬邦彦と出会い、加瀬プロデュースにより「Kennedy West Band」結成。同年12月から1990年まで加瀬プロデュースのライブハウス「ケネディハウス京都」ハウスバンドとして活動。同時にKBS京都ラジオ「K.W.B ハローステーション」のメインパーソナリティも務める。ケネディハウス閉店後は同バンドを「Tiny Bubbles」と改名。オリジナル活動と並行してオールディーズ、1960・70年代ポップ・ロック・GS楽曲等をレパートリーとするステージ活動も始める。
2005年、オリジナル曲、沢田研二・アン・ルイス、昭和歌謡等のカバーをレパートリーとする「昭和Rocks」を結成。2010年、伊藤忠という歌好きな70歳からの依頼により「Around 70」「俺…あかんねん…」というオリジナル楽曲2曲を作詞/作曲/編曲。伊藤は、この2曲の自主制作CDでデビューした。
2011年3月現在も「Tiny Bubbles」「昭和Rocks」のボーカリストとして活動すると共に制作プロジェクト「TOY BOX Co.」を発足。楽曲、音源制作、イベント企画.運営を行い、また、若手ミュージシャン、シンガーソングライターの育成等にも力を注いでいる。